# SCi Games
SCi Entertainment Group plc (anteriormente «The Sales Curve Limited» y SCi (Sales Curve Interactive) Limited ) fue una editorial de videojuegos británica con sede en Londres. La empresa fue fundada en 1988 por Jane Cavanagh y cotizó en bolsa en 1996. En mayo de 2005, SCi adquirió Eidos plc, la empresa matriz de la editorial Eidos Interactive, y fusionaron sus operaciones en junio de 2006. En diciembre de 2008, SCi pasó brevemente a llamarse Eidos y posteriormente fue adquirida por Square Enix en marzo de 2009.

## Historia
Jane Cavanagh, exejecutiva de la división Telecomsoft de British Telecom, fundó The Sales Curve en 1988, tras un viaje a Japón que la convenció del potencial de la industria de los videojuegos. Cavanagh estableció y dirigió la empresa sin financiación externa y poseía el 100 % de las acciones de la misma. The Sales Curve pasó a llamarse SCi (Sales Curve Interactive) en 1994 y salió a bolsa en 1996, convirtiéndose en SCi Entertainment.
En febrero de 1999, SCi registró una facturación de 3 262 millones de libras. En febrero de 2004, la empresa adquirió Pivotal Games. En octubre de 2004, SCi anunció acuerdos de publicación de sus juegos para la Gizmondo. En enero de 2005, SCi invirtió en Rocksteady Studios, adquiriendo el 25,1 % de las acciones de la empresa.

### Adquisición de Eidos
En abril de 2005, SCi celebró un acuerdo de 103 millones de dólares con Eidos plc, la empresa matriz de Eidos Interactive. Eidos fue adquirida por SCi en mayo de 2005, y se fusionó completamente con SCi en junio de 2006, utilizándose la marca Eidos para todos los juegos futuros. Tras la adquisición de Eidos, todos los directivos de la empresa adquirida dimitieron y fueron sustituidos por la dirección de SCi. En octubre de 2005, SCi empleaba a unas 600 personas. En febrero de 2006, era la empresa de videojuegos más grande de Gran Bretaña, cuando Thorson Investments, de Robert Tchenguiz, poseía una participación del 14,6 % después de adquirir una participación de Robert Bonnier. En diciembre de 2006, Warner Bros. comenzó a invertir en SCi a cambio de otorgar licencias de juegos para películas de Warner Bros. a SCi. Warner Bros. poseía el 10,3 % de la empresa en septiembre de 2007.
En julio de 2006, Cavanagh dimitió como presidenta de SCi, aunque siguió siendo directora ejecutiva (CEO). Fue reemplazada por Tim Ryan, exdirector no ejecutivo, como presidente no ejecutivo de la junta. En los Honores de Año Nuevo de 2007, Cavanagh fue nombrada Oficial de la Orden del Imperio Británico (OBE) por sus servicios en la industria de los videojuegos, particularmente desde SCi. Cavanagh fue destituida como directora ejecutiva en enero de 2008 y dejó la empresa junto con su marido, Bill Ennis, y el jefe del estudio, Rob Murphy. Tras su salida, el valor de las acciones de SCi se duplicó. SCi contaba entonces con 900 empleados. El 2 de diciembre de 2008, SCi solicitó cambiar su nombre a Eidos, cambio que se realizó al día siguiente. Durante 2008, la empresa recaudó 60 millones de libras esterlinas a 35 peniques por acción. Los accionistas de Eidos aprobaron la adquisición por parte de Square Enix el 27 de marzo de 2009 a 32 peniques por acción, una valoración de poco más de 84 millones de libras.

## Lista de juegos publicados
| Título                  | Fecha | Desarrolladores | Ref. |
| ----------------------- | ----- | --------------- | ---- |
| Cyberwar                | 1994  | SCi Games ltd   |      |
| Carmageddon             | 1997  | Stainless Games |      |
| Conflicto: Desert Storm | 2002  | Pivotal Games   |      |